# Cá trích Madeiran
Cá trích Madeiran (Danh pháp khoa học: Sardinella maderensis) là một loài cá vây tia trong chi cá trích được tìm thấy ở phía Đông Đại Tây Dương và Đông Nam Địa Trung Hải.

## Đặc điểm
S. madarensis là một cá trích rõ ràng với cấu trúc thon dài, những con cá có một số trung bình của Lược mang ở và tia vây ngực trên của họ có màu trắng ở phía bên ngoài với một lớp màng đen ở giữa. Họ rất khó phân biệt với Sardinella aurita ngoại trừ những con cá chỉ có 7 tia trên vây chậu của chúng và không có điểm đen trên phần sau của nắp mang của nó. Chúng cũng có một vây đuôi màu xám.
Các con có thể thích nghi với độ mặn rất thấp khi chúng di cư vào các vùng cửa sông và đầm phá và dành phần lớn cuộc sống của chúng gần bề mặt của nước. Chúng ăn thực vật phù du và ấu trùng cá. Đây là một số trong những loài cá lớn hơn trong chi này và phát triển đến 35 cm. Việc đánh bắt đã giảm từ 1,8 tấn cho mỗi chuyến đi trong năm 2003 xuống 1,5 tấn trong hai năm tiếp theo. Trong suốt mười năm qua, kích thước trung bình của các con cá đã giảm xuống từ 35 cm đến 32 cm.